# Alexandre Poncet
Ne pas confondre avec Alexandre Poncet, producteur de cinéma.
Alexandre Poncet, né le 12 décembre 1884 à Saint-Chamond dans la Loire, et mort à Wallis (Wallis-et-Futuna) le 18 septembre 1973, est un prêtre mariste et évêque catholique français, vicaire apostolique du diocèse de Wallis-et-Futuna, du 11 novembre 1935 au 22 décembre 1961.

## Biographie

### Débuts
Prêtre mariste ordonné le 4 juillet 1909, Alexandre Poncet est nommé à la paroisse française de Londres de 1910 à 1920. Il passe trois ans au front lors de la Première Guerre mondiale en tant qu'infirmier : de cette expérience décisive, il rédige à Futuna un cahier de souvenirs dactylographié, publié seulement en 2011. Il prolonge ensuite sa présence au Royaume-Uni de trois ans en tant qu'enseignant au scolasticat mariste de Paignton, acquérant ainsi une excellente maîtrise de la langue anglaise.
Désireux de servir en territoire de mission, il passe deux années à Wallis, territoire français largement catholique depuis les années 1840 et alors administré par le clergé des Îles Tonga. Poncet revient à Wallis en 1936 après avoir été nommé vicaire apostolique de Wallis-et-Futuna et évêque titulaire de Basilinopolis le 11 novembre 1935. Il apprend consciencieusement le wallisien, la langue locale d'Uvéa et supervise le clergé local, la mission ayant un rôle prépondérant dans l'encadrement de la population.

### Seconde Guerre mondiale
De tradition familiale royaliste, Alexandre Poncet use de ses pouvoirs pour refuser le rattachement du protectorat de Wallis-et-Futuna à la France libre en juin 1940, dans une démarche inverse aux autres territoires français de l'océan Pacifique et notamment à la Nouvelle-Calédonie et aux Nouvelles-Hébrides, proches et tutélaires de Wallis-et-Futuna. Cet attachement au régime de Vichy dans un vaste ensemble géographique unissant les Alliés contre l'empire du Japon se traduit par un isolement total de 17 mois sans ravitaillement. En mai 1942, les Forces françaises libres débarquent, suivies de l'armée américaine qui fait de Wallis une base de reconquête contre le Japon dans la guerre du Pacifique en accord avec le général de Gaulle. L'évêque finit par accepter cette situation nouvelle durant laquelle l'abondance succède à la pénurie.

### Après guerre
En 1951, un statut pour Wallis et Futuna au sein de l'Union française est à l'étude. Alexandre Poncet souhaite qu'au préalable, une constitution coutumière soit rédigée. En octobre 1959, l'évêque élabore un premier projet de loi, où le clergé aurait eu un rôle dans les instances de gouvernement et où la chefferie aurait été sous contrôle de l'administration territoriale. Ces dispositions sont retirées dans la suite des négociations.

### Fin de vie

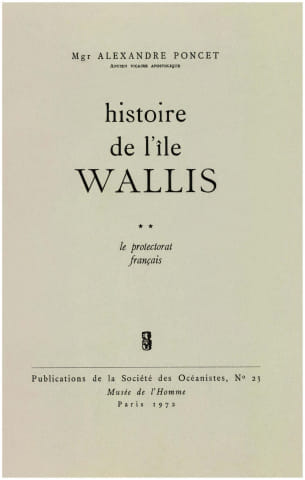
Histoire de l'île de Wallis d'Alexandre Poncet dont le tome 2 est publié en 1972 (le tome 1 n'a pas été publié).

À 75 ans, le 22 décembre 1961, Alexandre Poncet se démet de sa charge d'évêque et rédige un volumineux manuscrit sur l'histoire de Wallis, largement autobiographique. Il décède en 1973 à l'âge de 88 ans et est inhumé en la cathédrale Notre-Dame-de-l'Assomption de Mata Utu.

### Hommage et postérité
Plusieurs timbres sont émis à sa mémoire en 2003, 2008 et 2013.